# Q2 Stadium
Q2 Stadium – stadion piłkarski w Austin w Teksasie w Stanach Zjednoczonych. Mecze na tym obiekcie rozgrywa klub piłkarski Austin FC. Stadion jest jedną z aren Złotego Pucharu CONCACAF 2021 oraz Copa América 2024.
Pojemność stadionu wynosi 20 738, a koszt realizacji budowy stadionu wyniósł 260 mln $. Stadion był nominowany do nagrody w konkursie Stadium of the Year 2021 organizowanym przez serwis Stadiony.net.

## Architektura
Dach rozciągający się nad każdą z trybun jest jednym z największych w lidze. Ze względu na upalne temperatury w Teksasie zdecydowano się na ograniczenie górnej części trybun na narożnikach, aby zapewnić stadionowi przewiewność. Dach ma za zadanie chronić przed upałem widzów.
Trybuny są wypełnione krzesełkami w różnych odcieniach zielonego i otaczają cały stadion.